# Честер Гепард
Честер Гепард (англ. Chester Cheetah) — є вигаданим персонажем та офіційним маскотом для Frito-Lay's Cheetos фірмові закуски, а також закуски Честера, який складається з ароматизованих фрі, попкорн і кукурудзяні палички.

## Історія

### 1985–2003: Традиційна анімація
Cheetos' оригінальним талісманом була миша Cheetos, який дебютував у 1971 році та зник приблизно у 1979 році. У 1985 році Честер Гепард був створений Бредом Морганом, який став режисером реклами та створив персонажа, та Стівеном Кейном, який написав оригінальний сценарії для телевізійної реклами. Оригінальна анімація була зроблена з Річардом Вільямсом. Після представлення Честера, почався хитрий, плавний голос гепарда, що знімався в більшій кількості рекламних роликів і врешті став офіційним талісманом Cheetos. Він використовував гасла «Це нелегко бути сирним» та «Сир що йде хрустом!» з 1985 по 1997 рік, поки це стала "Небезпечно сирний!" з 1997 року.
З середини 1980-х до початку 2000-х, телевізійна реклама часто показувала відчайдушні спроби Честера з'їсти чужі Cheetos. Самоописані «хіп-кошеня» часто розмовляють в риму і підкрадаються до нічого незнайомців на пляжі чи в громадському парку, які ні про що не підозрюють. Результат завжди включав би мультиплікаційне насильство в дусі Looney Tunes, наприклад як Честер катається на мотоциклі з мосту, його кидає на вершину колізею, або пірнає в повітрі, щоб мимоволі схопити дельтапланерну кудлаву красуню, лише щоб відкинути її на користь Cheetos. 
У 1992 році, Власна телевізійна програма Честера отримала назву Йо! Це Шоу Честера Гепард! і перебувала у стадії розробки для Fox Kids. Однак, етичні дебати спалахнули через статус Честера як рекламного персонажа, та ймовірно через протести з Action for Children's Television шоу було недопущене до ефіру. Їхня петиція стала першим випадком, коли організація протестувала проти чогось перш, ніж це фактично стало програмою. У 2019 році з'явилася петиція на change.org, щоб серіал колись отримав показ на Nickelodeon.
У 1997 році персонаж Честера зазнав невеликих змін. З введенням з гасла «Небезпечно сирний!» Піт Стекер замінює Джоела Мюррея як актора озвучення. Честер почав з'являтися в анімаційно-ігровій гібридній рекламі, де він потрапив у реальний світ. Протягом цього часу реклама почала зображувати його у антагоністичній манері; він перетворився з незграбного на ввічливого та крутого, і йому вдалося з’їсти Cheetos, на відміну від старих рекламних роликів.

### 2003–2008: Перехід до CGI
У США в 2003 року, Честер був зображений як створений комп’ютером персонаж, але він продовжував з'являтися в своєму старому стилі анімації в інших країнах.
В одному конкретному комерційному серіалі 2006 року, Честер переміг суперника шеф-кухаря П’єра в конкурсі випічки щоб створити Baked Cheetos. Це призвело до рекламної кампанії під назвою Chester Goes Undercover, у якому П’єр, переодягнений у силует, викрадає рецепт Baked Cheetos, та Честер кидається в погоню за знайшовши підказки які приведуть його до міньйонів П'єра: Твісті Макгі, Flamin' Hot Фіона та Кранчер. Після зіткнення з шеф-кухарем П’єром, Честер сигналізував своїм агентам з’явитися й затримати П’єра та його прихильників, повернувши викрадений рецепт. Ці рекламні ролики були пов’язані з інтерактивною онлайн-кампанією.

### з 2008 року: Редизайн з OrangeUnderground
До 2008 року, Компанія Cheetos націлилася на дорослу демографію за допомогою серії оголошень із зображенням талісмана в рекламі з OrangeUnderground.com. У цьому втіленні, Честер (спочатку а ляльковий) є створений комп’ютером, але тепер із фотореалістичними текстурами/деталями; він говорить з a середньоатлантичний акцент і заохочує людей використовувати свої Cheetos в актах помсти або для вирішення проблем (наприклад, заткнути ніздрі людині, яка хропе, або забруднити кабінку з акуратний виродок), іноді називаючи себе як «Тато Честер». У цьому втіленні, Честера озвучив за Адам Ледбітер.

## Створення
Відповідно до статті в The New York Times, DDB Needham Worldwide була відповідальною за створення Честер. Однак в епізоді Unwrapped стверджується, що талісман створив Хоулі Пратт, той самий чоловік який стоїть за Рожевою пантерою.

## Товари
Честер знявся у двох відеоіграх створених Kaneko для Sega Genesis та Super NES: Chester Cheetah: Too Cool to Fool у 1992 році та Chester Cheetah: Wild Wild Quest у 1993 році.
Честер Гепард з’являється в епізодичній ролі в серії коміксів «Sonic the Hedgehog» від Archie Comics[джерело?].
Була виготовлена рекламна плюшева лялька з темними сонцезахисними окулярами та черевиками на шнурівці. Її зріст був 18" дюймів. 10" дюймова лялька все ще доступна сьогодні.[джерело?]

## Відеоігри
| Видання                   | Оцінка      |
| ------------------------- | ----------- |
| Consoles +                | SNES: 77%   |
| Electronic Gaming Monthly | SNES: 31/40 |

### Chester Cheetah: Too Cool to Fool
Chester Cheetah: Too Cool to Fool (укр. Честер Гепард: Занадто круто щоб Обдурити) — це відеогра 1992 року у якій знявся Cheetos талісман Честер Гепард, випущений тільки в Північній Америці.
Гра складається з простих рівнів платформи з бічною прокруткою. На кожному рівні є прихований "скутер" частина. У грі, Честер може кидатися й приголомшувати ворогів стрибаючи їм на голови.
Інструкція з експлуатації містить популярні Інґриш визнаний багатьма геймерами: "Як це Честер Гепард, це гра з однією особою." Інґриш породила через поганий переклад і спробу римувати в анапестичний тетраметр як Dr. Seuss. У грі нічого не згадується про закуски Cheetos, але очки здоров’я Честера представлені як Cheetos Paws.

### Chester Cheetah: Wild Wild Quest
Chester Cheetah: Wild Wild Quest (укр. Честер Гепард: Дикий дикий квест) — це відеогра 1993 року від Kaneko для Super NES і Sega Genesis. У грі знявся Cheetos талісман Честер Гепард та є її продовженням до Chester Cheetah: Too Cool to Fool.
Гравець помирає одним ударом якщо у нього під рукою не буде сирної слойки. Збір 100 лап за рівень призводить до нового продовження, та існує три рівні складності. Деякі етапи передбачають керування транспортними засобами, наприклад автомобілем або мотоциклом.
Гру показали на Consumer Electronics Show в Лас-Вегас в 1994 році.
Після втечі із зоопарку, Честер Гепард їде до Хіп-Сіті, коли Мін Юджин розриває його карту на 10 частин і розкидає по Сполучені Штати. Потім Честер Гепард повинен подорожувати через всю Америку, щоб відновити карту. Честер відвідує вигадані міста в таких штатах як Небраска, Каліфорнія, Флорида, Арканзас, та Аляска.
Гра була випущена тільки в Америці.
Обидві версії гри Genesis і SNES отримали неоднозначні відгуки. Electronic Gaming Monthly переглянув обидві версії. Вони дали версії SNES 28 балів із 50, а версії Genesis – 24 бали із 40. Рецензенти похвалили графіку та анімацію, але назвали поганий контроль як мінус.
Sega Visions поставив йому 12 балів із 20, та дав йому сильний бал за звук і музику.
Nintendo Power переглянув версію SNES і заявив що вона має жорстке керування, низьку складність, але має гарний звук та графіку. Вони поставили йому середній бал 3,3/5.
GamePro журнал назвав це "Високо в списку непотрібних продовжень" і сказав "як і самі сирні слойки, Честер може здатися спокусливою ідеєю, але ви не отримаєте їжі й незабаром знову зголоднієте".

### Just Dance 4
Честер Гепард знявся в епізодичній ролі на тлі версії пісні "You Make Me Feel..." представлений на Just Dance 4 відеогра. Доріжку можна розблокувати за допомогою коду знайденого в Cheetos пачці, має ексклюзивні риси на своєму тлі як трон, та Честер Гепард з'являючись іноді на задніх стовпах і танцюючи разом з тренером. Оскільки термін дії пропозиції закінчився, карта стала доступною для завантаження для всіх консолей у всіх регіонах, однак без спеціальних характеристик, еквівалентних до наступним іграм зазначена карта представлена в, такі як Just Dance Now та Just Dance Unlimited. Разом із версією яку можна викупити, був випущений рекламний ролик для її популяризації.